# Castèlferrús
Castèlferrús (en francès Castelferrus) és un municipi francès situat al departament de Tarn i Garona i a la regió d'Occitània. Limita amb els municipis de Castèlmairan, Los Sarrasins, Còrdas, Garganvilar i Sent Anhan.

## Demografia
| 1962                                       | 1968 | 1975 | 1982 | 1990 | 1999 | 2007 |
| ------------------------------------------ | ---- | ---- | ---- | ---- | ---- | ---- |
| 379                                        | 392  | 335  | 368  | 347  | 389  | 430  |
| Des de 1962: població sense dobles comptes |      |      |      |      |      |      |

## Administració
| Període | Identitat   | Partit |
| ------- | ----------- | ------ |
| 2001-   | Roger Laret | PRG    |